# Hokusai (cratère)
Pour les articles homonymes, voir Hokusai (homonymie).
Hokusai est un cratère d'impact présent sur la surface de Mercure. 

## Description
Le cratère fut ainsi nommé par l'Union astronomique internationale en 2010 en hommage au peintre japonais Hokusai.
Son diamètre est de 114 km mais les raies de l'impact s'étendent sur un millier de kilomètres environ pour les plus longues, couvrant une partie de l'hémisphère nord.
Il a donné son nom à la région de Mercure dans laquelle il se situe, le quadrangle d'Hokusai (quadrangle H-5).

## Galerie

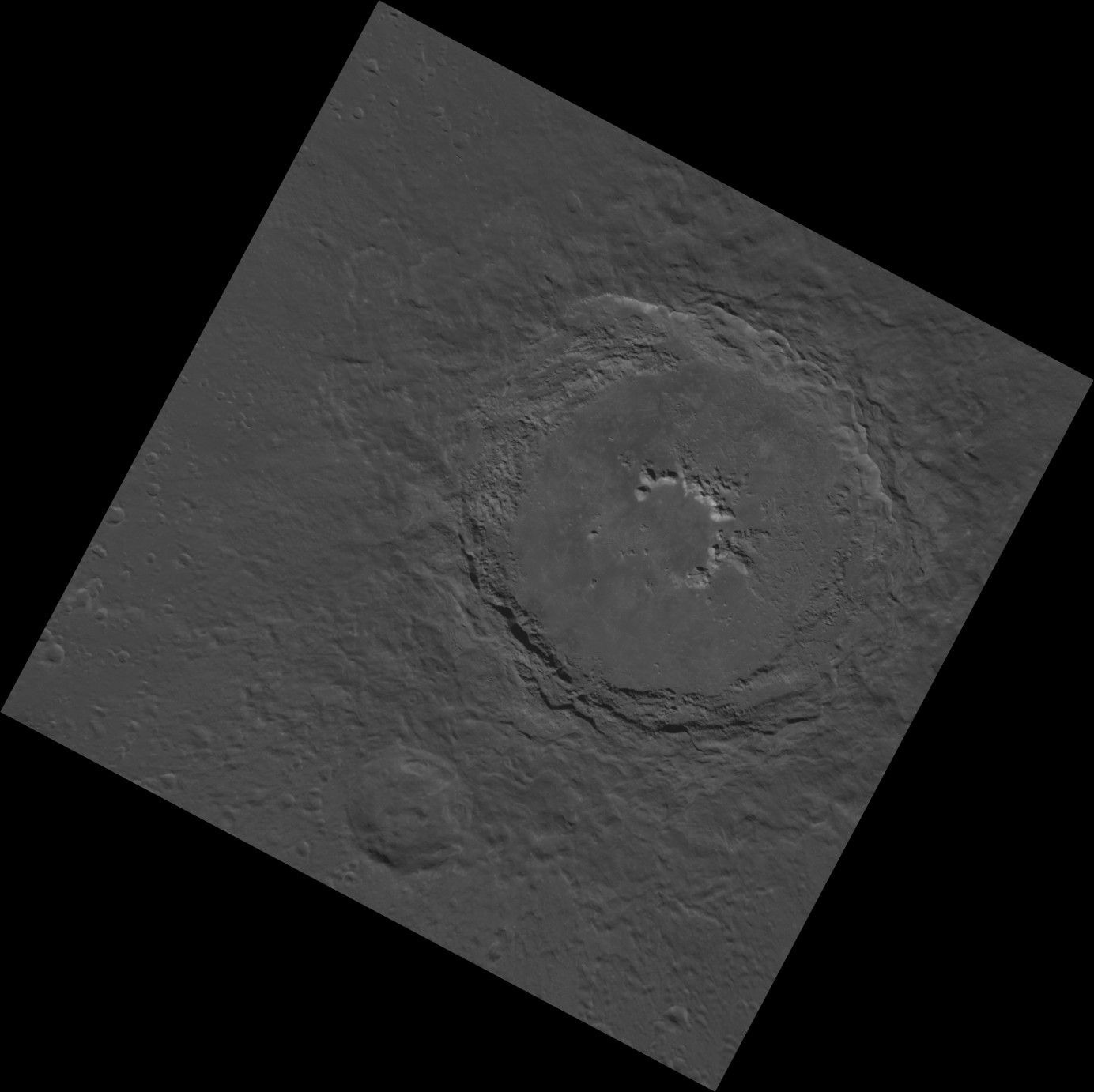
Photographie du cratère
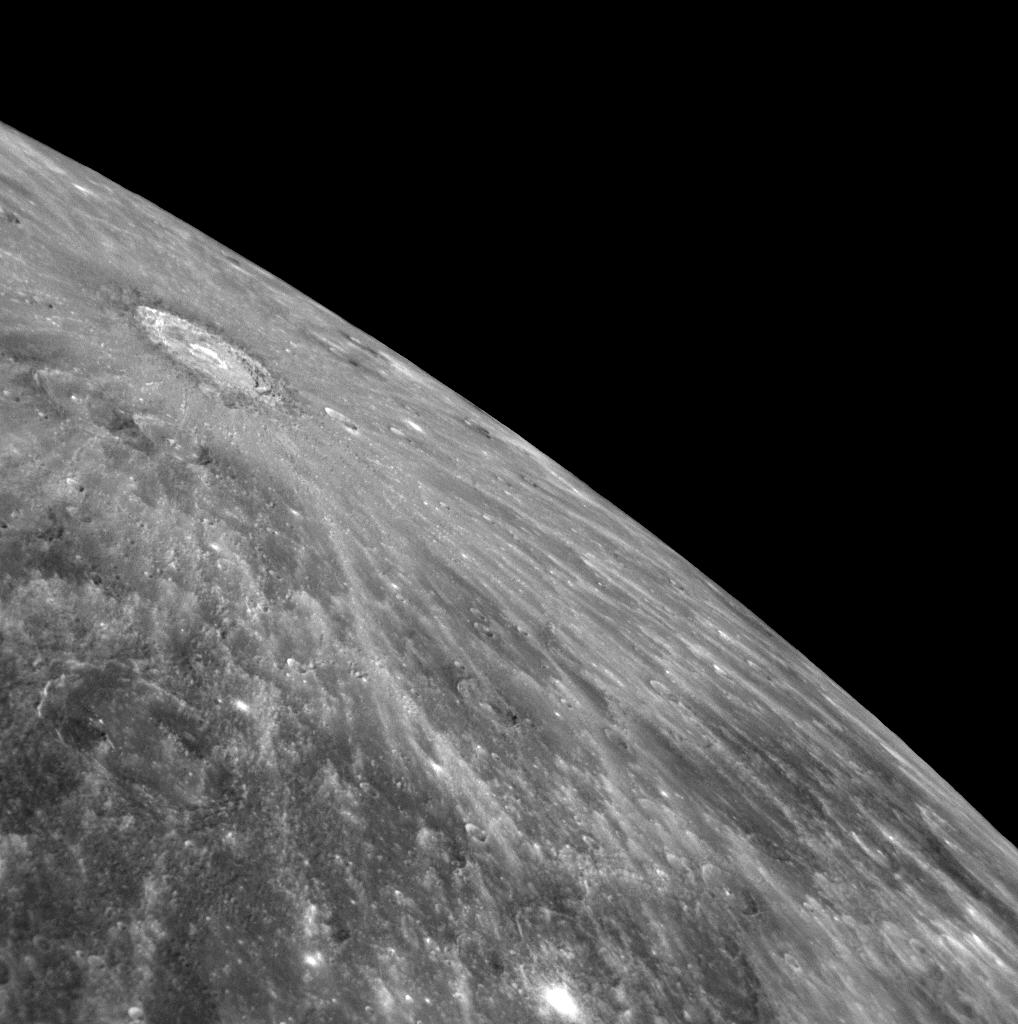
Structure rayonnée du cratère
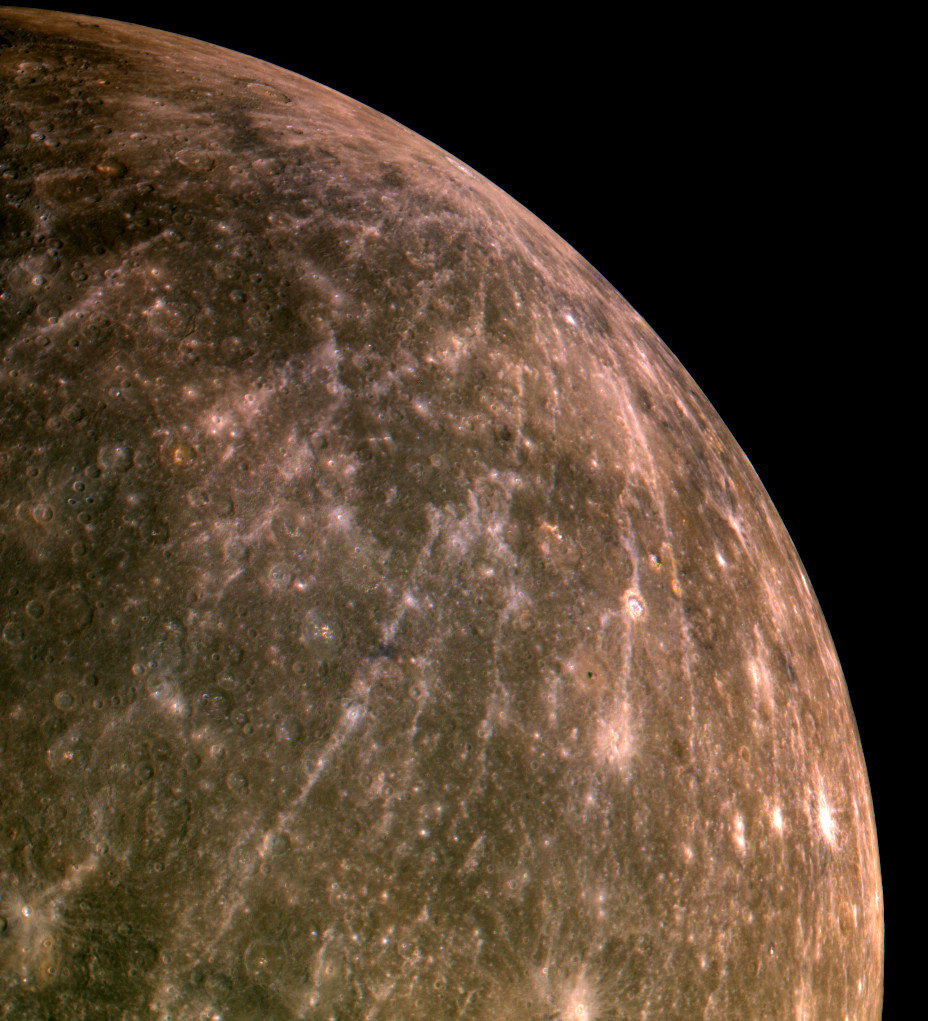
Étendue des rayures claires du cratère

## Compléments